# Kolari (Smederevo)
Pour les articles homonymes, voir Kolari.
Kolari (en serbe cyrillique : Колари) est une localité de Serbie située sur le territoire de la Ville de Smederevo, district de Podunavlje. En 2002, elle comptait 1 072 habitants.
Kolari, officiellement classé parmi les villages de Serbie, est situé sur les bords de la Ralja.
Kolari est le village natal d'Ilija Milosavljević Kolarac (1800-1878), un célèbre marchand serbe qui a donné son nom à l'actuelle Fondation Ilija Kolarac de Belgrade. Kolari est également le village natal de Sava Grujić, militaire, homme politique et diplomate, cinq fois Premier ministre du royaume de Serbie (Obrenovitch et Karadjordjevitch).

## Démographie

### Évolution historique de la population
| 1948 | 1953 | 1961 | 1971 | 1981  | 1991  | 2002  | 2011  |
| ---- | ---- | ---- | ---- | ----- | ----- | ----- | ----- |
| 799  | 825  | 926  | 988  | 1 118 | 1 155 | 1 196 | 1 072 |

|  |